# Sigfred Goldschmidt
Sigfred Goldschmidt, född 8 juli 1831 i Köpenhamn, död där 13 oktober 1906, var en dansk grosshandlare. 
Goldschmidt, som var son till klädkrämare Bendix Meyer Goldschmidt och Rose Trier, utbildades i en bankirfirma och anställdes därefter i sin morbror Adolph Triers kryddkrämarrörelse, i vilken han 1857 blev delägare och under namnet Adolph Trier & Goldschmidt utvecklade sig till en betydande engroshandel i kolonialvaror, förmodligen Danmarks största i denna bransch. 
Goldschmidt var medlem av sjö- och handelsrätten (från 1874) och av grosshandlarsocietetens kommitté (från 1880). Han ägnade även stort intresse åt det mosaiska trossamfundets verksamhet i Köpenhamn; han var medlem av dess representantskap 1868–1882 och ingick under många år i direktionen för samfundets två skolor, från 1880 som dess av kultusministeriet förordnade ledamot.